# Are You a Dreamer?
Are You a Dreamer? är ett studioalbum av Denison Witmer, utgivet 2005 på The Militia Group. Skivan utgavs i Sverige året efter på Bad Taste Records.

## Låtlista
1. "Little Flowers" - 4:33
2. "Everything But Sleep" - 3:12
3. "Ringing of the Bell Tower" - 4:54
4. "Are You a Dreamer?" - 4:15
5. "East from West" - 3:22
6. "California Brown and Blue" - 5:04
7. "Castle and Cathedral" - 3:26
8. "Worry All the Time" - 4:03
9. "Grandma Mary" - 3:00
10. "Finding Your Feet Again" - 4:30

### Fotnoter
1. ↑  ”Are You a Dreamer?”. Discogs.com. http://www.discogs.com/Denison-Witmer-Are-You-A-Dreamer/master/15020. Läst 20 januari 2012.